# Винарівська сільська рада
| Винарівська сільська рада — колишній орган місцевого самоврядування у Ставищенському районі Київської області з адміністративним центром у с. Винарівка. Історична дата утворення: 20 липня 1994 року. Сільській раді були підпорядковані населені пункти: - с. Винарівка - с. Вишківське |

## Склад ради
Рада складалася з 14 депутатів та голови.

### Керівний склад ради
| ПІБ                            | Основні відомості                                            | Дата обрання | Дата звільнення |
| ------------------------------ | ------------------------------------------------------------ | ------------ | --------------- |
| Бовдурацький Микола Григорович | Сільський голова, 1953 року народження, освіта, безпартійний | 26.03.2006   | 31.10.2010      |

Примітка: таблиця складена за даними джерела